# 陳心傳
陳心傳（？—？），字丹卿，號葵赤，河南河南府洛阳县人，明朝政治人物。

## 生平
万历二十二年（1594年）甲午科河南乡试第十名舉人，二十九年（1601年）辛丑科進士，吏部觀政，三十一年授官行人司行人，峭直有祖父之风。事情牵涉到地方者，知无不言，他上請的罢税一疏，造福河洛。三十五年丁憂，四十一年補原职。所著有《座右铭》、《事天说》行世。

## 家族
曾祖陈龙，贈户部郎中。祖父陈大壮，嘉靖己丑进士、户部郎中。父陈淑实，典宝。
妻某氏，撫养遗孤陳珏，守节三十年。